# Oppolzer (cràter)

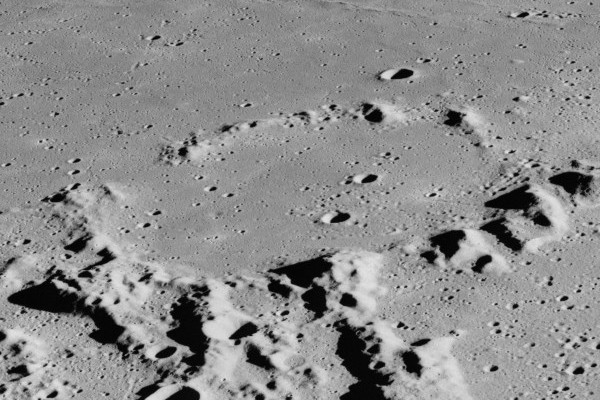
Fotografia de la missió Apollo 16

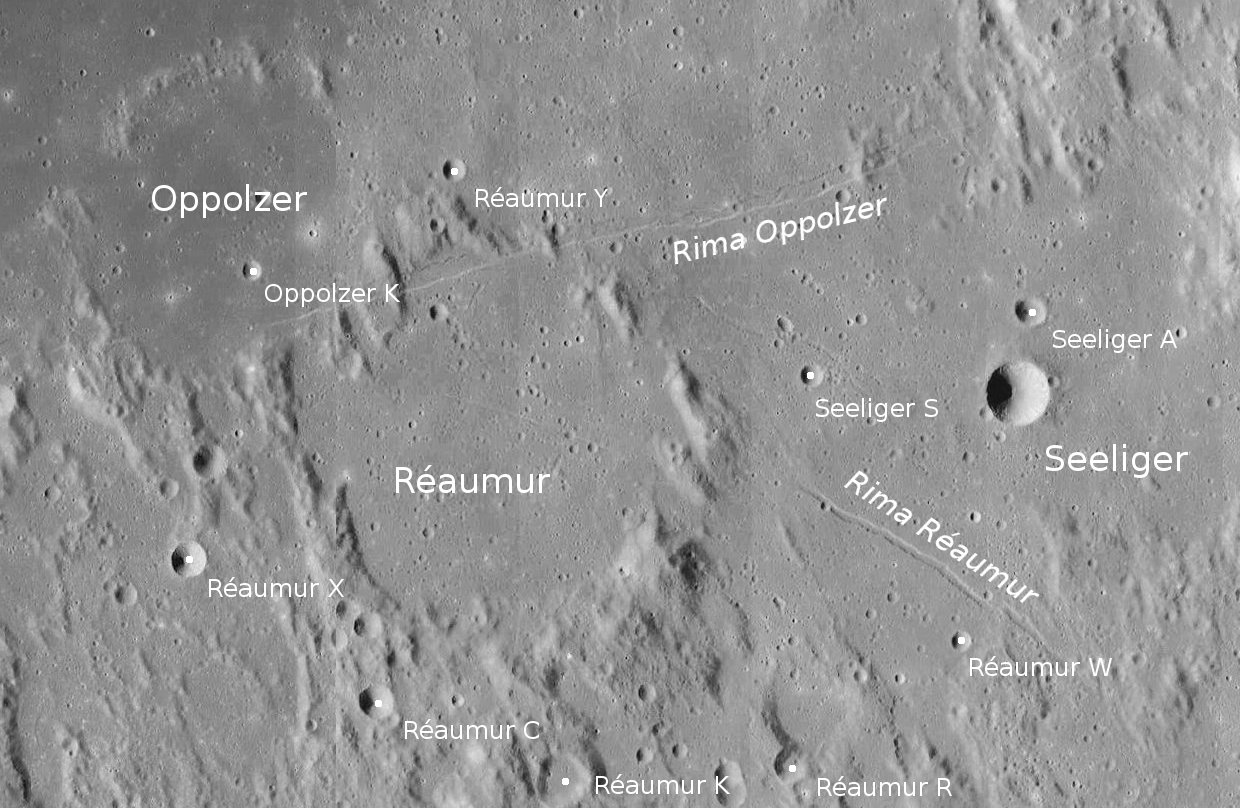
Entorn de Oppolzer. Fotografia de la missió Lunar Reconnaissance Orbiter

Oppolzer és el romanent d'un cràter d'impacte que s'hi troba en l'extrem sud de Sinus Medii, pràcticament sobre el meridià zero de la Lluna. S'hi localitza a un diàmetre del cràter de l'origen del sistema de coordenades selenogràfiques (0°N, 0°O). Adjunt a les restes supervivents de la vora sud-est està el cràter Réaumur. A l'oest-sud-oest apareix la plana emmurallada i inundada de lava del cràter Flammarion.

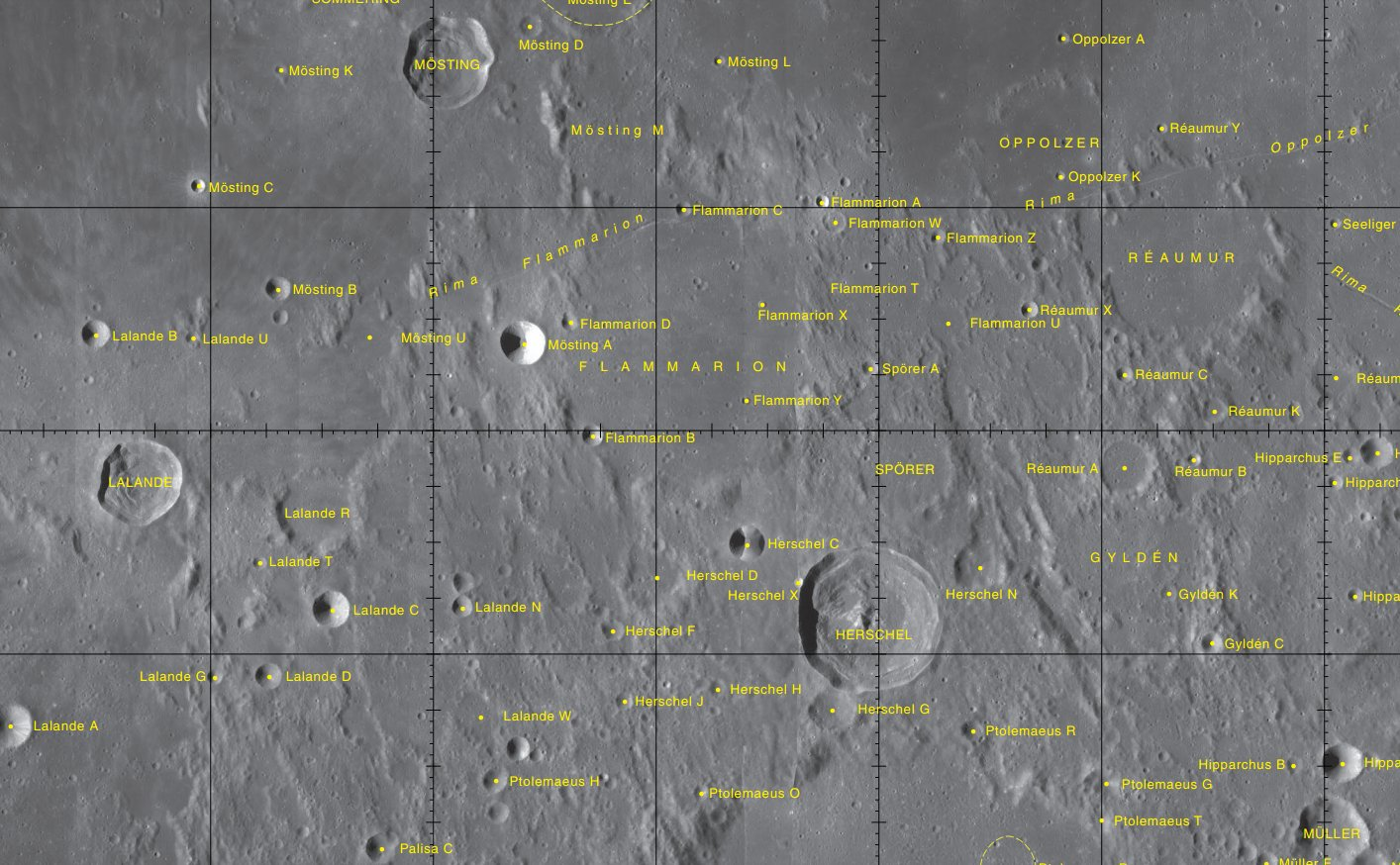
Localització d'Oppolzer (quadrant superior dret de la imatge).

Aquesta formació consisteix en poc més que un arc irregular de petites elevacions al sud, i un anell de crestes disperses a la vora nord. Presenta un clavill particularment ample al sector nord-est de la vora, on no s'han preservat crestes que marquen el perímetre del cràter. El sòl interior ha estat regenerat per la lava basàltica.
Un rima de 110 km de llarg designada Rima Oppolzer travessa la part sud del sòl del cràter, i continua a l'est i a l'oest del cràter.
Porta el nom de l'astrònom austríac Theodor von Oppolzer.

## Cràters satèl·lit
Per convenció aquests elements són identificats en els mapes lunars posant la lletra en el costat del punt mitjà del cràter que està més proper a Oppolzer.
|          | \| Oppolzer \| Coordenades \| Diàmetre \| \| -------- \| -------------------------------- \| -------- \| \| A \| 0° 30′ S, 0° 18′ O / 0.5°S,0.3°O \| 3 km \| \| K \| 1° 42′ S, 0° 18′ O / 1.7°S,0.3°O \| 3 km \| |          |
| Oppolzer | Coordenades | Diàmetre |
| A        | 0° 30′ S, 0° 18′ O / 0.5°S,0.3°O | 3 km     |
| K        | 1° 42′ S, 0° 18′ O / 1.7°S,0.3°O | 3 km     |